# الحمل ورقم الولادة

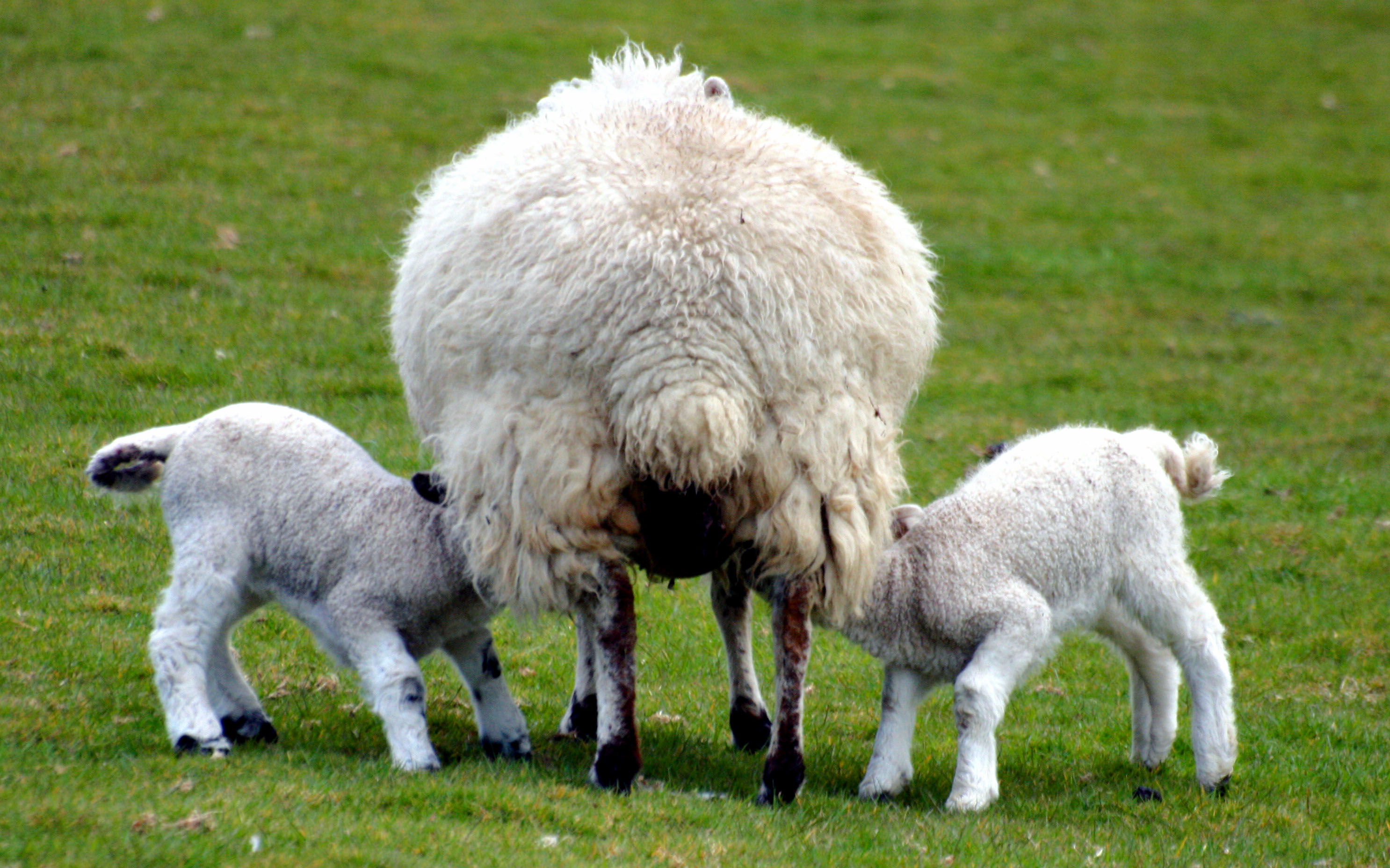

يُعرّف مصطلح «الحمل ورقم الولادة» في علم الأحياء والطب البشري بأنه عدد المرات التي تصبح فيها الأنثى حاملًا وتحمل الجنين حتى عمر الحمل القابل للولادة (رقم الولادة). عادة ما تكون هذه المصطلحات مقترنة ببعضها، وأحيانًا بشروط إضافية من أجل الإشارة إلى مزيد من التفاصيل عن تاريخ التوليد للمرأة. عند استخدام هذه الشروط:
- يشير مصطلح الحامل (gravida) إلى عدد المرات التي تكون –أو كانت– فيها المرأة حاملًا، بغض النظر عن نتيجة الحمل. يدخل الحمل الحالي في حال وجوده ضمن التصنيف. يُعتبر حمل التوأم مثل حمل جنين واحد: 1.[3]
- يشير رقم الولادات أو «رقم الوضع» (Parity) إلى عدد حالات الحمل التي وصلت إلى عمر «قابلية الجنين للحياة» (بما في ذلك المواليد الأحياء أو ولادة الجنين الميت). لا يحدد عدد الأجنة رقم الولادة، إذ يعتبر حمل التوأم الذي استمر حتى عمر «قابلية الجنين للحياة»: 1.
- الإجهاض هو عدد حالات الحمل التي فُقدت لأي سبب كان، بما في ذلك الإجهاض المحرض أو الإجهاض التلقائي. يسقط بند الإجهاض من التصنيف في بعض الأحيان عندما لا يوجد أي حالات ضياع للحمل. لا يتضمن المصطلح ولادة الجنين الميت.

## الحمل عند البشر
يشير مصطلح «الحمل» (Gravidity) في الطب البشري إلى عدد المرات التي حملت فيها المرأة، بغض النظر عما إذا كانت حالات الحمل قد توقفت أو أسفرت عن ولادة حية.
- يُستخدم مصطلح «حامل\حبلى» للإشارة إلى المرأة الحامل.
- «عديمة الحمل»: هي امرأة لم تكن أبدًا حامل.
- «الخروس»: هي امرأة حامل لأول مرة أو حملت مرة واحدة.
- «متكررة الحمل» أو «ثانية الحمل»: هي امرأة حملت أكثر من مرة.

يمكن أيضًا استخدام مصطلحات مثل «الحمل: 0» من أجل الإشارة إلى المرأة عديمة الحمل، و «الحمل: 1» بالنسبة للمرأة الخروس (أو الحامل للمرة الأولى)، وما إلى ذلك. استخدم مصطلح «حمل المسنين» أيضًا من أجل الإشارة إلى المرأة التي حملت للمرة الأولى بعد أن تجاوز عمرها الـ 35. يمكن أن يكون تقدم عمر الأم أحد عوامل خطر حدوث بعض العيوب الخلقية.

## الحمل في علم الأحياء
يستخدم مصطلح «حبلى» (باللاتينية: gravidus) في علم الأحياء من أجل وصف حالة الحيوان (أكثر شيوعًا في الأسماك أو الزواحف) عند حمل البيض داخليًا. على سبيل المثال: يمكن لإناث أسماك الاستاتوتيلابيا بورتوني أن تتحول بين الحالات التناسلية، واحدة منها «تحمل البيوض»، والأخرى «لا تحمل البيوض». يُطلق المصطلح في علم الحشرات على الحشرة الأنثوية.

## رقم الولادة
رقم الولادة هو عدد حالات الحمل التي استمرت لفترة تزيد عن 20 أسبوعًا (تختلف المدة من ناحية لأخرى، بين 20 و28 أسبوعًا، اعتمادًا على العمر).
تسمى المرأة التي لم تحمل على الإطلاق لمدة تزيد عن 20 أسبوعًا «امرأة عديمة الولادة»، وتسمى «عائط» أو (رقم الوضع: 0). يُطلق على المرأة التي أنجبت مرة واحدة من قبل مسمى «بكريّة»، علاوة على ذلك، تسمى المرأة التي أنجبت مرتين أو أكثر باسم «متعددة الحمل». أخيرًا، يصف مصطلح «مفرطة الولادة» المرأة التي ولدت خمس مرات أو أكثر.
يمكن أيضا حساب رقم الولادة -مثل الحمل- ويمكن الإشارة أيضًا إلى المرأة التي أنجبت مرة واحدة أو أكثر على أنها: رقم الولادة:1، ورقم الولادة:2، ورقم الولادة:3 وما إلى ذلك.
يختلف عمر «قابلية الجنين للحياة» من ناحية لأخرى.
في الزراعة: يعتبر رقم الولادة عاملًا هامًا في إنتاجية الحيوانات المخصصة من أجل إنتاج الحليب. توصف الحيوانات التي أنجبت مرة واحدة بأنها «بكرية»، أما تلك التي أنجبت أكثر من مرة توصف بأنها «بلوبيروس (pluriparous)». قد توصف أيضًا تلك التي أنجبت مرتين بأنها «ثنائية الولادة»، يُطلق مصطلح «متعددة الولادات» على أولئك اللواتي أنجبن ثلاث مرات أو أكثر.

### عدم الولادة
الامرأة غير الوالدة (العاقر أو رقم الولادة:0) هي امرأة لم تنجب أبدًا، يدخل الإجهاض التلقائي أو التجارب السابقة للإجهاض المُحرض قبل فترة انتصاف الحمل ضمن التصنيف.
يعد عدم حدوث الحمل لفترة طويلة عامل خطر لحدوث سرطان الثدي. على سبيل المثال: وجد أنه عند إجراء تحليل ذاتي لثمانية دراسات قائمة على السكان في بلدان الشمال الأوروبي، ارتباط عدم حدوث الولادة مطلقًا بزيادة نسبة خطر الإصابة بسرطان الثدي بنسبة 30٪ مقارنةً بالنساء اللواتي وضعن مولودًا، وانخفضت نسبة الخطر 16٪ تقريبًا عند حدوث ولادتين.
ازدادت نسبة الخطر بنسبة 40% عند النساء اللواتي ولدن لأول مرة بعد سن 35 عام مقارنة مع النساء اللواتي ولدن قبل سن الـ 20 سنة.

## أنظمة التسجيل
تدمج عدد من الأنظمة لحساب تاريخ التوليد لدى المرأة من أجل تسجيل عدد حالات الحمل الحالية والماضية التي استمرت لعمر قابلية الجنين للحياة. وتشمل هذه:
- يعد نظام (الحمل\رقم الوضع\ محصول الإجهاض) أو ما يُعرف بـ(جي-بّي-إيه) أو في بعض الأحيان مجرد (الحمل\رقم الوضع) أو (جي-بّي) أحد هذه الاختصارات. على سبيل المثال، عند تسجيل تاريخ المرأة التي خضعت للحمل مرتين (تسببت كلتاهما بولادات حية)، يشار إليها بأنها (جي2 بّي2). يُشار إلى التاريخ التوليدي لامرأة كانت لديها أربع حالات حمل، أحدها أُجهض قبل 20 أسبوعًا بالاختصار (جي4 بّي3 إيه1)، يُشار إلى ذلك في المملكة المتحدة، بالاختصار (جي4 بّي3 +1). إن حملت امرأة لديها نتائج ناجحة ستعرف باسم (جي1 بّي1).[11]
- (تي بّي إيه إل) هي إحدى الطرق التي تقدم نظرة عامة سريعة على تاريخ الولادة لدى الإناث. في (تي بّي إيه إل)، يشير الاختصار (تي) إلى فترات الحمل الطويلة (أكثر من 37 أسبوعًا من الحمل)، أما الاختصار (بّي) يشير للولادات المبكرة، ويشير الاختصار (إيه) لعدد مرات الإجهاض، أما الاختصار (إل) فيشير لعدد الأطفال الأحياء.[12][13]
- عند التسجيل، يشير «عدد حالات الإجهاض» إلى إجمالي عدد حالات الإجهاض سواء كان تلقائيًا أو محرضًا، بما في ذلك حالات الحمل خارج الرحم (الحمل المنتبذ)، قبل 20 أسبوعًا. في حال أُجهض الجنين بعد 20 أسبوعًا، سواء كان هذا تلقائيًا أو اختياريًا، فسيحتسب على أنه ولادة مبكرة مما سيزيد المعيار (بّي) ولكن المعيار (إل) سيبقى مثل ما هو. يوصف مؤشر (تي بّي إيه إل) بأرقام تفصلها شرطات. تعد الولادات المتعددة (التوائم، والثلاثيات، والمضاعفات الأعلى) بمثابة حمل واحد (رقم الولادة) وولادة واحدة. على سبيل المثال، المرأة الحامل التي حملت مع وجود طفل رضيع على قيد الحياة، وحملت أيضًا لفترة استمرت من أسبوع إلى 35 أسبوعًا مع حملها أيضًا بتوائم لفترة استمرت من أسبوع إلى تسعة أسابيع حملًا خارج الرحم، يكون مؤشر (تي بّي إيه إل) الخاص بها هو: تي1-بّي1-إيه1-إل3. ويمكن أيضا أن تكون مكتوبة هكذا: 1-1-1-3.[12]

يستخدم مصطلح (جي تي بّي إيه إل)  عندما يُسبق مؤشر (تي بّي إيه إل) برقم الحمل، و (جي تي بّي إيه إل إم) عندما يتبع (جي تي بّي إيه إل) عدد من حالات الحمل المتعددة. على سبيل المثال، يُحسب الحمل ورقم الولادة لامرأة وضعت حملًا طويلًا مرة واحدة ولديها حالة إجهاض واحدة بعد 12 أسبوعًا على أنها (جي2 تي1 بّي0 إيه1 إل1)، لكن هذا الترميز غير موحد ويمكن أن يؤدي إلى سوء التفسير.
على الرغم من أنهما متشابهين، إلا أنه لا يجوز الخلط بين نظام (جي بي إيه) ونظام (تي بّي إيه إل)، إذ أن الأخير قد يعطي (أو لا يعطي) معلومات عن عدد حالات الإجهاض والولادات قبل الأوان بإسقاط الاختصار «إيه» من «جي بّي إيه» وإضافة أربعة أرقام منفصلة بعد «بّي»، كما هو الحال في (جي5 بي 3114).
يشير نموذج (تي بّي إيه إل) المذكور إلى خمس حالات حمل، مع ثلاث ولادات طبيعية وولادة مبكرة، وإجهاض مُحرّض أو تلقائي، وأربعة أطفال أحياء.